# گرابوواتس (ترستنیک)
گرابوواتس (به صربی: Grabovac) یک منطقهٔ مسکونی در صربستان است که در Trstenik واقع شده‌است. گرابوواتس ۱۲۵ نفر جمعیت دارد.